# Cheryl Araujo
Cheryl Ann Araujo (* 28. März 1961 in New Bedford, Massachusetts; † 14. Dezember 1986 in Miami, Florida) war das Opfer einer Gruppen-Vergewaltigung (engl. gang-rape) in den Vereinigten Staaten. Das Verbrechen erregte landesweit starkes Medieninteresse und bildete 1988 die Vorlage für das Filmdrama Angeklagt mit Jodie Foster, die für ihre Rolle als Vergewaltigungsopfer den Oscar sowie den Golden Globe erhielt.

## Hintergründe
Am 6. März 1983 wurde die damals 21-jährige Cheryl Araujo von sechs Männern auf einem Billardtisch in einer Kneipe in New Bedford, Massachusetts, vergewaltigt, als sie sich dort ein Päckchen Zigaretten kaufen wollte. Das Verbrechen wurde in der Folge von starkem Medieninteresse begleitet und nach dem Namen der Kneipe als „Big Dan's Rape“ oder „New Bedford Bar Rape“ bekannt. Besonders die Tatsache, dass zahlreiche Gäste im Big Dan's die Vergewaltigung beobachteten und, anstatt einzugreifen oder die Polizei zu verständigen, applaudierten und die Täter anfeuerten, wurde in der Öffentlichkeit heftig diskutiert. Nach der Gerichtsverhandlung und der Verurteilung von vier Angeklagten betätigte sich Araujo als Aktivistin für die Rechte von Frauen und Verbrechensopfern. Am 14. Dezember 1986 verunglückte sie im Alter von 25 Jahren bei einem Autounfall tödlich.